# Cardiodactylus epiensis
Cardiodactylus epiensis är en insektsart som beskrevs av Robillard 2009. Cardiodactylus epiensis ingår i släktet Cardiodactylus och familjen syrsor. Inga underarter finns listade i Catalogue of Life.